# Doctor Who: The Snowmen / The Doctor, The Widow and The Wardrobe (саундтрек)
21 октября 2013 года компанией Silva Screen Records был выпущен диск, на котором была собрана вся музыка из рождественских спецвыпусков «Доктор, вдова и платяной шкаф» и «Снеговики».

## Список композиций
| №  | Название                    | Время | Источник                        |
| -- | --------------------------- | ----- | ------------------------------- |
| 1  | «Geronimo»                  | 1:52  | «Доктор, вдова и платяной шкаф» |
| 2  | «Dressed in a Hurry»        | 1:39  | «Доктор, вдова и платяной шкаф» |
| 3  | «Bumps»                     | 1:27  | «Доктор, вдова и платяной шкаф» |
| 4  | «Ditched at Sea»            | 0:56  | «Доктор, вдова и платяной шкаф» |
| 5  | «Madge’s Theme»             | 1:33  | «Доктор, вдова и платяной шкаф» |
| 6  | «Armchair Waltz»            | 0:42  | «Доктор, вдова и платяной шкаф» |
| 7  | «I Know»                    | 1:29  | «Доктор, вдова и платяной шкаф» |
| 8  | «Quite a Tree»              | 1:08  | «Доктор, вдова и платяной шкаф» |
| 9  | «Into the Present»          | 2:21  | «Доктор, вдова и платяной шкаф» |
| 10 | «Baubles»                   | 2:43  | «Доктор, вдова и платяной шкаф» |
| 11 | «The King»                  | 1:42  | «Доктор, вдова и платяной шкаф» |
| 12 | «The Queen»                 | 2:08  | «Доктор, вдова и платяной шкаф» |
| 13 | «Interrogation»             | 2:15  | «Доктор, вдова и платяной шкаф» |
| 14 | «Lifeboat»                  | 1:13  | «Доктор, вдова и платяной шкаф» |
| 15 | «You’re Fired»              | 2:32  | «Доктор, вдова и платяной шкаф» |
| 16 | «Flying Home for Christmas» | 4:06  | «Доктор, вдова и платяной шкаф» |
| 17 | «Safe Landing»              | 1:27  | «Доктор, вдова и платяной шкаф» |
| 18 | «Never Alone at Christmas»  | 1:25  | «Доктор, вдова и платяной шкаф» |
| 19 | «Friendship»                | 2:24  | «Доктор, вдова и платяной шкаф» |
| 20 | «A Voice in the Snow»       | 2:51  | «Снеговики»                     |
| 21 | «What’s Wrong with Silly»   | 2:36  | «Снеговики»                     |
| 22 | «Psychotic Potato Dwarf»    | 1:31  | «Снеговики»                     |
| 23 | «Remember the Worm»         | 1:25  | «Снеговики»                     |
| 24 | «Clara Who?»                | 1:28  | «Снеговики»                     |
| 25 | «Clara in the TARDIS»       | 2:53  | «Снеговики»                     |
| 26 | «Governess Clara»           | 1:34  | «Снеговики»                     |
| 27 | «Hello Mates»               | 2:38  | «Снеговики»                     |
| 28 | «One Word»                  | 3:26  | «Снеговики»                     |
| 29 | «Sherlock Who?»             | 1:58  | «Снеговики»                     |
| 30 | «Antifreeze»                | 3:02  | «Снеговики»                     |
| 31 | «Clara Lives»               | 1:35  | «Снеговики»                     |
| 32 | «Whose Enigma»              | 4:48  | «Снеговики»                     |